# Desafinado
Desafinado is een bossanova-compositie van Antonio Carlos Jobim uit 1959.
Het Portugese woord "Desafinado" kan worden vertaald als "uit de toon". Newton Mendonca schreef de tekst in het Portugees, en de Engelse tekst werd later geschreven door Jon Hendricks en Jessie Cavanaugh (titel: Slightly out of tune). Desafinado wordt meestal gespeeld in de toonsoort F majeur en loopt over een lange 68 maatvorm.
Het lied bereikte in 1962 ook Nederland, waar Rita Reys met Pim Jacobs het vastlegde.

## Stan Getz
Saxofonist Stan Getz hoorde de versie van João Gilberto. Hij schakelde daarop gitarist Charlie Byrd in. Samen met Keater Betts (bas), Gene Byrd en Buddy Deppenschmidt (drums) speelde hij Desafinado op 13 februari 1962 in de Pierce Hall All Souls Union Church in Washington D.C.. De opnamen verschenen in diverse hoedanigheden in diverse landen. In de Verenigde Staten haalde Getz en Byrd de 15e plaats in de Billboard Hot 100. Getz kreeg er een Grammy Award voor.